# RF8 (Radio France)
Pour les articles homonymes, voir RF8.
RF8 était un site web d'écoute et de partage de musique de Radio France librement accessible en version beta depuis mai 2014 une fois les problèmes de gestion des droits réglés.
On y trouvait des playlists thématiques, des articles de fonds.
La fermeture de RF8 est annoncée le 30 juin 2015 sur les réseaux sociaux,,.